# TK Sparta Praga Challenger
Il TK Sparta Praga Challenger è un torneo professionistico maschile di tennis che si disputa a Praga, capitale della Repubblica Ceca sui campi in terra rossa dell'impianto del Tenis Klub Sparta Praha. Il torneo fa parte dell'ATP Challenger Tour. Inaugurato nel 2000 dopo un lungo periodo di pausa è stato ripreso nel 2014.

## Albo d'oro

### Singolare uomini
| Anno       | Campione        | Finalista        | Punteggio           |
| ---------- | --------------- | ---------------- | ------------------- |
| 2023       | Jakub Menšík    | Dominik Koepfer  | 6–4, 6–3            |
| 2022       | Sebastian Ofner | Dalibor Svrčina  | 6–0, 6–4            |
| 2021       | Dalibor Svrčina | Dmitry Popko     | 6–0, 7–5            |
| 2020- 2017 | Non disputato   | Non disputato    | Non disputato       |
| 2016       | Adam Pavlásek   | Stéphane Robert  | 6–4, 3–6, 6–3       |
| 2015       | Norbert Gombos  | Albert Montañés  | 7–6(5), 5–7, 7–6(2) |
| 2014       | Lukáš Rosol     | Jiří Veselý      | 3–6, 6–4, 6–4       |
| 2013- 2001 | Non disputato   | Non disputato    | Non disputato       |
| 2000       | Albert Montañés | Filippo Volandri | 6–1, 6–1            |

### Doppio uomini
| Anno       | Campioni                        | Finalisti                                | Punteggio        |
| ---------- | ------------------------------- | ---------------------------------------- | ---------------- |
| 2023       | Dan Added Albano Olivetti       | Miķelis Lībietis Hunter Reese            | 6–4, 6–3         |
| 2022       | Francisco Cabral Szymon Walków  | Tristan Lamasine Lucas Pouille           | 6–2, 7–6(12)     |
| 2021       | Jonáš Forejtek Michael Vrbenský | Evgenij Karlovskij Evgenii Tiurnev       | 6–1, 6–4         |
| 2020- 2017 | Non disputato                   | Non disputato                            | Non disputato    |
| 2016       | Tomasz Bednarek Nikola Mektić   | Zdeněk Kolář Matěj Vocel                 | 6–4, 5–7, [10–7] |
| 2015       | Mateusz Kowalczyk Igor Zelenay  | Roberto Maytín Miguel Ángel Reyes Varela | 6–2, 7–6(5)      |
| 2014       | Roman Jebavý Jiří Veselý        | Lee Hsin-han Zhang Ze                    | 6–1, 6–3         |
| 2013- 2001 | Non disputato                   | Non disputato                            | Non disputato    |
| 2000       | František Čermák Ota Fukárek    | Tomáš Cibulec Leoš Friedl                | 6–4, 6–3         |